# Hadiza Moussa Gros
Pour les articles homonymes, voir Gros.
Ali Hassane Hadiza Moussa Gros, née le 25 décembre 1960, également connue sous le nom de Lady Gros, est une femme politique nigérienne qui est présidente de la Haute Cour de Justice depuis le mois de décembre 2011.

## Enfance et études
Moussa Gros est née à Niamey le 25 décembre 1960. Elle est titulaire d'un brevet de technicien supérieur (BTS) en Gestion obtenue à l'école Reynaud de Lyon.

## Carrière
Moussa Gros a été élue à l'Assemblée Nationale pour le Mouvement National pour le Développement de la Société(MNSD-Nassara). Elle a été exclue de ce parti le 26 avril 2009 avec quatre autres députés qui ont soutenu Hama Amadou.
Moussa Gros a été réélue à l'Assemblée Nationale mais cette fois avec le MODEN/FA Lumana en janvier 2011. Elle y a travaillé comme vice-présidente du Commission Économique et du Plan. Elle était membre du groupe d'amitié Niger-Europe, ainsi que des réseaux parlementaires Genre, Environnement et SIDA,. Lors des élections de 22 février 2016, elle n'est pas réélue députée. 
Le 20 décembre 2011, Hadiza Moussa Gros est nommé présidente de la Haute Cour de Justice. Elle est élue à l'unanimité des membres de la Haute Cour de Justice. Elle est la première femme à occuper le poste,,.